# Nufenenpass
Przełęcz Nufenen (wł. Passo della Novena, niem. Nufenenpass) – przełęcz w Alpach Lepontyńskich położona na wysokości 2478 m n.p.m. Leży w południowej Szwajcarii, na granicy kantonów Valais i Ticino blisko granicy z Włochami. Przełęcz ta łączy miejscowość Ulrichen w dystrykcie Goms na zachodzie z miejscowością Airolo w okręgu Leventina na wschodzie. 
Na wschód od przełęczy swoje źródła ma rzeka Ticino. Między przełęczą a Ulrichen znajduje się jezioro Griessee.

## Galeria

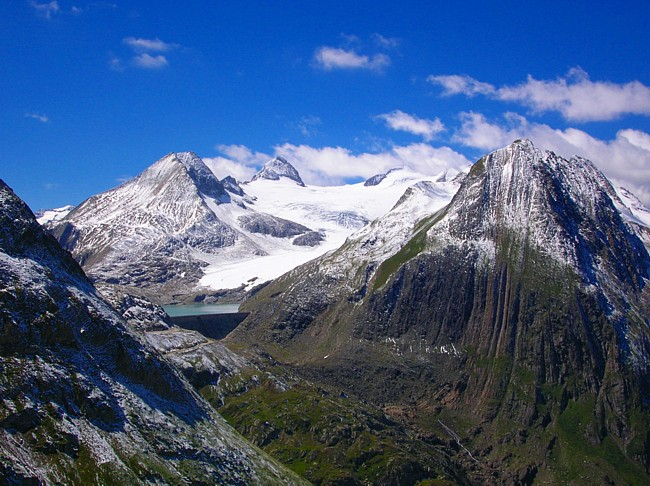
Widok z przełęczy na Griesgletscher
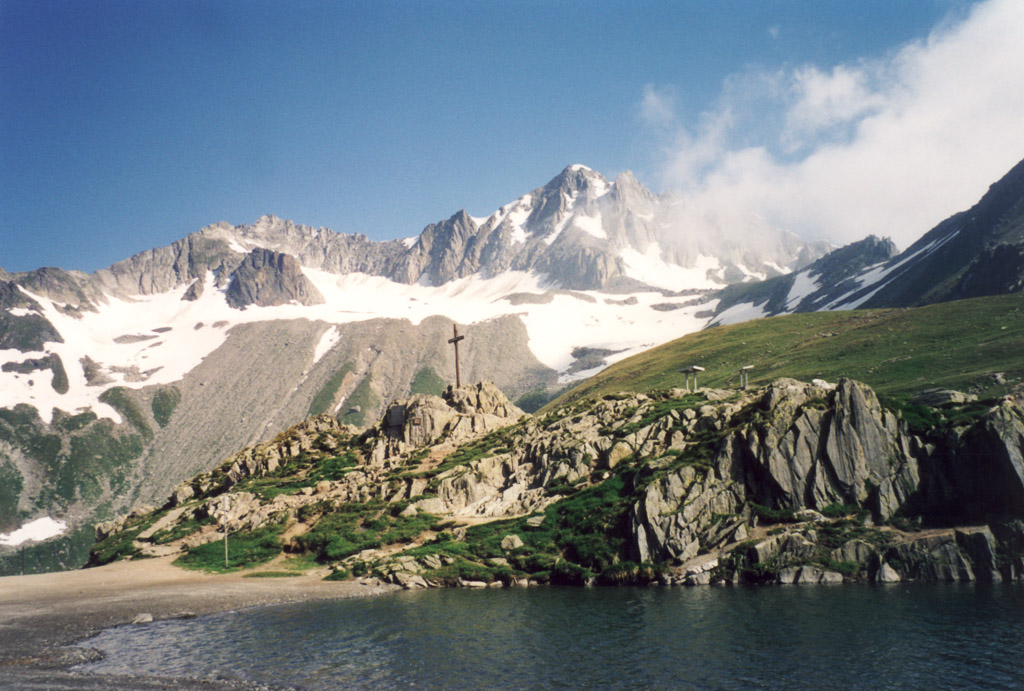
Przełęcz
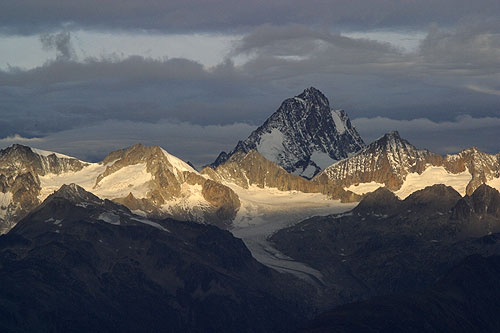
Widok z przełęczy na Finsteraarhorn